# هو سين
هو سين (بالصينية: 侯森) (30 يونيو 1989 ببكين في الصين - ) هو لاعب كرة قدم صيني في مركز حراسة المرمى. لعب مع نادي بكين سينوبو غوان.

## روابط خارجية
- هو سين على موقع قاعدة بيانات كرة القدم.إي يو (الإنجليزية)
- هو سين على موقع Soccerway.com (الإنجليزية)